# Alatna Valley
Das Alatna Valley ist ein eisfreies Tal im ostantarktischen Viktorialand. Es liegt 6,5 km nördlich des Mount Gran und erstreckt sich in ostnordöstlicher Ausrichtung über eine Länge von 16 km entlang der Südostflanke der Convoy Range.
Der US-amerikanische Geologe Parker Emerson Calkin (1933–2017) von der Tufts University unternahm hier von 1960 bis 1961 stratigraphische Untersuchungen. Das Advisory Committee on Antarctic Names benannte das Tal 1963 nach der USNS Alatna, einem bei der Operation Deep Freeze der Jahre 1958–1959 und 1958–1960 eingesetzten Tanker.